# Butano Creek
Il Butano Creek è un torrente degli Stati Uniti d'America. Scorre nello stato della California, interamente nella Contea di San Mateo.

## Percorso
Il Butano Creek nasce dalle Montagne di Santa Cruz, ad un'altitudine di circa 608 metri sul livello del mare. Dopo aver percorso una distanza totale di 24.1 km, il fiume si getta nel delta del Pescadero Creek (circa 50 km a sud di San Francisco), nella Riserva naturale della palude del Pescadero, a mezzo chilometro di distanza dall'Oceano Pacifico, ad un'altitudine di 3 metri sul livello del mare.